# Балыктуюль
Балыктую́ль (алт. Балыктуjул jурт — «Рыбный омут») — село в Улаганском муниципальном районе Республики Алтай России, административный центр Балыктуюльского сельского поселения.

## География
Село расположено в восточной части Республики Алтай, в 15 км к северу от районного центра села Улаган. Через село протекает река Балыктуюль, правый приток реки Большой Улаган. Высота над уровнем моря 1400 м. Через село проходит грунтовая дорога, ведущая на перевал Кату-Ярык и далее в Чулышманскую долину.

## История
Село было создано одновременно с церковью Св. Пантелеймона в 1899 году. В 1929 году церковь была частично разрушена и закрыта. Восстановлена в 1990-е годы, но сгорела, так и не открывшись. Открыта после реставрации в 2006 году.

## Население
| 2010 | 2011  | 2012  | 2013  | 2014  | 2015  | 2016  |
| ---- | ----- | ----- | ----- | ----- | ----- | ----- |
| 1346 | ↗1348 | ↗1357 | ↗1359 | ↗1397 | ↘1374 | ↘1340 |

## Инфраструктура
- Средняя школа.
- АЗС.
- Продуктовый магазин.
- Врачебная амбулатория.
- Почтовое отделение.[6]
- Памятник чабанам села Балыктуюль.

## Экономика
Балыктуюль — аграрное село. Здесь выращивают коз, овец, разводят крупный рогатый скот и лошадей. Также население занято лесозаготовками.

## Археология
В 3 — 3,5 км от села Балыктуюль находится эпонимный памятник пазырыкской культуры скифов.